# Okrašlovací spolek v Pražském Předměstí
Okrašlovací spolek v Pražském Předměstí v Hradci Králové byl kulturně-osvětový spolek, jehož hlavní náplní byla péče o veřejnou zeleň, propagace i obnova místních památek a pořádání kulturních akcí. Vznikl v roce 1913 především díky iniciativě tehdejšího pražskopředměstského starosty F. V. Fialy.

## Historie
Okrašlovací spolek byl na Pražském Předměstí založen roku 1913 a jeho prvním předsedou byl zvolen starosta obce F. V. Fiala. Jeho první starostí bylo přeměnit četná pustá místa v parčíky.
Nejrozsáhlejším místem tohoto druhu bylo prostranství od mostu (u Benešových) ke Koutům, kde rozkládaly své obrovité koruny 3 prastaré topoly lindy. Křovinami a květinami osázené místo bylo později nazváno Fialovy sady (dnešní Sukovy sady). Zde se též nacházelo Bezedné jezírko, jež patřilo městu Hradci Králové a v roce 1911 došlo k jeho zavezení.
Druhým velkým prostranstvím bylo nově vzniklé Havlíčkovo náměstí, jež jako reprezentační bylo zvlášť pečlivě upraveno, ať již šlo o okrasné stromy či četné záhony různých tvarů a výsadeb. Podobným způsobem byly okrášleny i Kouty. Z rozblácených a prašných cest se postupem času staly pravidelné ulice, jež byly mj. dlážděné, opatřené obrubníky a osázené stromy, zejm. akáty. Do parků navíc spolek umístil pro pohodlí občanstva řadu laviček, přičemž nejvíce práce bylo vytvořeno v letech 1913–1914 a díky tomu, že v čele spolku stanul starosta obce, vždy docházelo k plodné spolupráci s obecním zastupitelstvem.
Roku 1914 zemřel starosta Fiala, což byla pro spolek tvrdá rána, ale opravdu černým dnem se pro něj stal 4. červenec 1929, kdy celé Hradecko zasáhla velká vichřice a zanechala za sebou takové množství škod, k nimž dosud nedošlo. 28. března 1930 bylo na schůzi městské rady vyhověno žádosti spolku o spoluúčast městské rady při úpravě Fialových sadů.
Za pozdějších starostů ubývá spolupráce s obcí a Pražské Předměstí se mnoha projektům věnuje samo, přičemž tuto situaci měly na svědomí nejspíše osobní a politické antipatie. Ty však vzrůstají i v samotném spolku, neboť 16. prosince 1923 vznikl odtržením části členské základny Okrašlovací spolek ve Farářství, které se tehdy též snažilo odtrhnout od domovské obce Pražského Předměstí a utvořit samostatnou obec.
Přesto spolek přežil všechny svízele a navíc vstoupil 7. dubna 1937 do Svazu okrašlovacího v Praze a jeho členem byl až do následujícího roku, kdy byl naposled zaplacen poslední členský příspěvek. Někdy poté nejspíše spolek zanikl. Přesné období jeho rozpuštění není dnes již známo, ale ještě v roce 1940 je v zápisech městské rady zmíněno to, že poplatky za parkové úpravy mají být vybírány přímo Okrašlovacím spolkem v Pražském Předměstí. V tomto období také obec opětovně svolávala se spolkem společné porady, na nichž byla projednávána řada závažných problémů.